# أندرو ماكسويل
أندرو ماكسويل (بالإنجليزية: Andrew Maxwell)‏ هو لاعب كرة قدم أمريكية أمريكي، ولد في 7 يناير 1991.

## روابط خارجية
- أندرو ماكسويل على موقع كلية كرة القدم في سبورتس رفرنس.كوم (الإنجليزية)